# Hemilucilia townsendi
Hemilucilia townsendi är en tvåvingeart som beskrevs av Shannon 1926. Hemilucilia townsendi ingår i släktet Hemilucilia och familjen spyflugor.
Artens utbredningsområde är Peru. Inga underarter finns listade i Catalogue of Life.